# قمة البريكس 2021
قمة بريكس 2021 هي القمة الثالثة عشرة السنوية لدول مجموعة بريكس وهو مؤتمر العلاقات الدولية يحضره رؤساء الدول أو رؤساء الحكومات من عضو خمس دول هي البرازيل وروسيا والهند والصين وجنوب إفريقيا. كانت هذه هي المرة الثالثة التي تستضيف فيها الهند قمة البريكس بعد عامي 2012 و2016. تم استضافة القمة عن طريق تقنية الاجتماع عبر الفيديو بسبب تداعيات جائحة كورونا.

## الاجتماعات
استضافت الهند الاجتماع الأول لنواب دول البريكس المالية والبنك المركزي عن طريق الاجتماع عبر الفيديو. شارك في رئاسة الاجتماع مايكل باترا نائب محافظ البنك الاحتياطي الهندي، وتارون باجاج سكرتير إدارة الإيرادات بوزارة المالية الهندية.

## القادة المشاركون

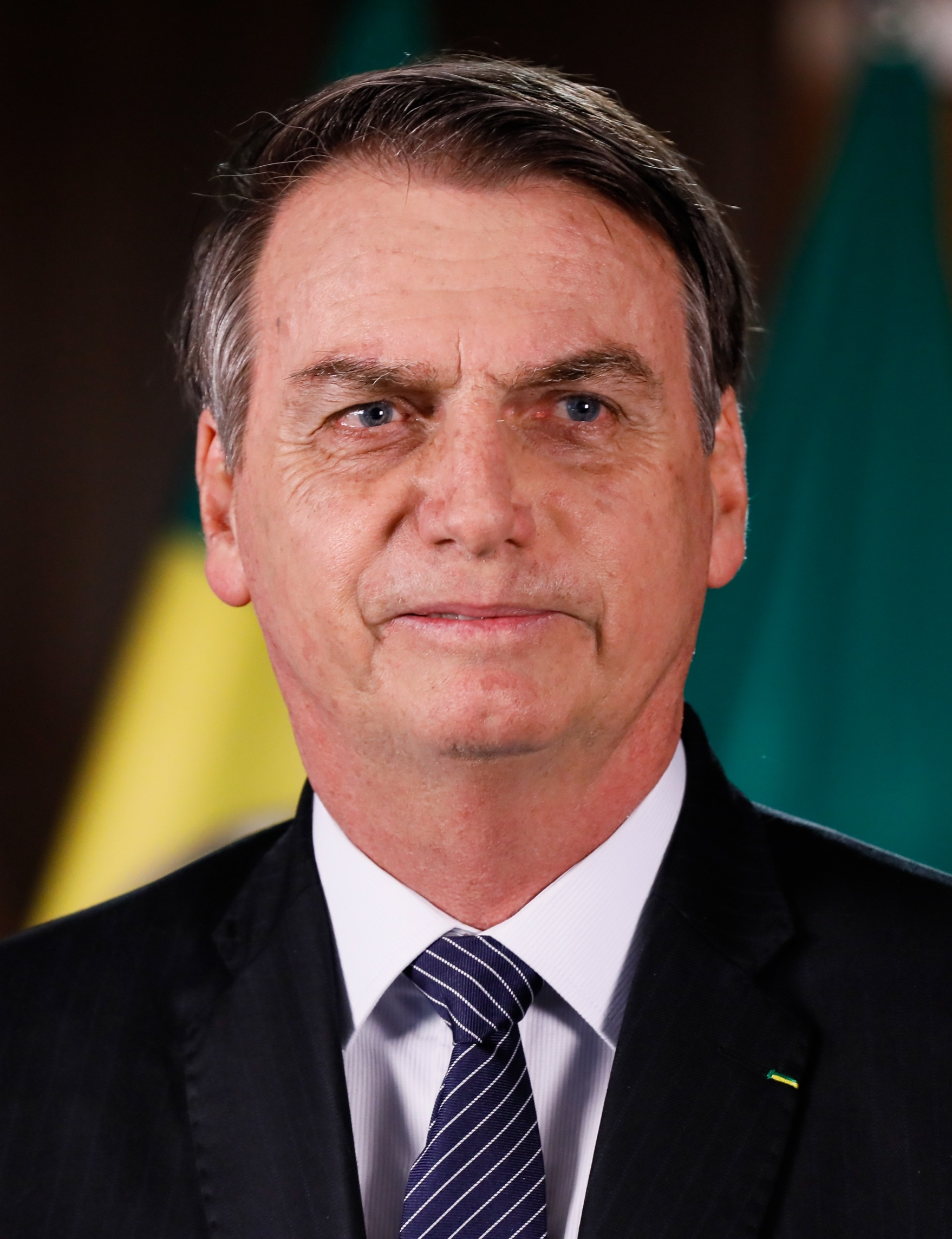
' جايير بولسونارو، رئيس البرازيل
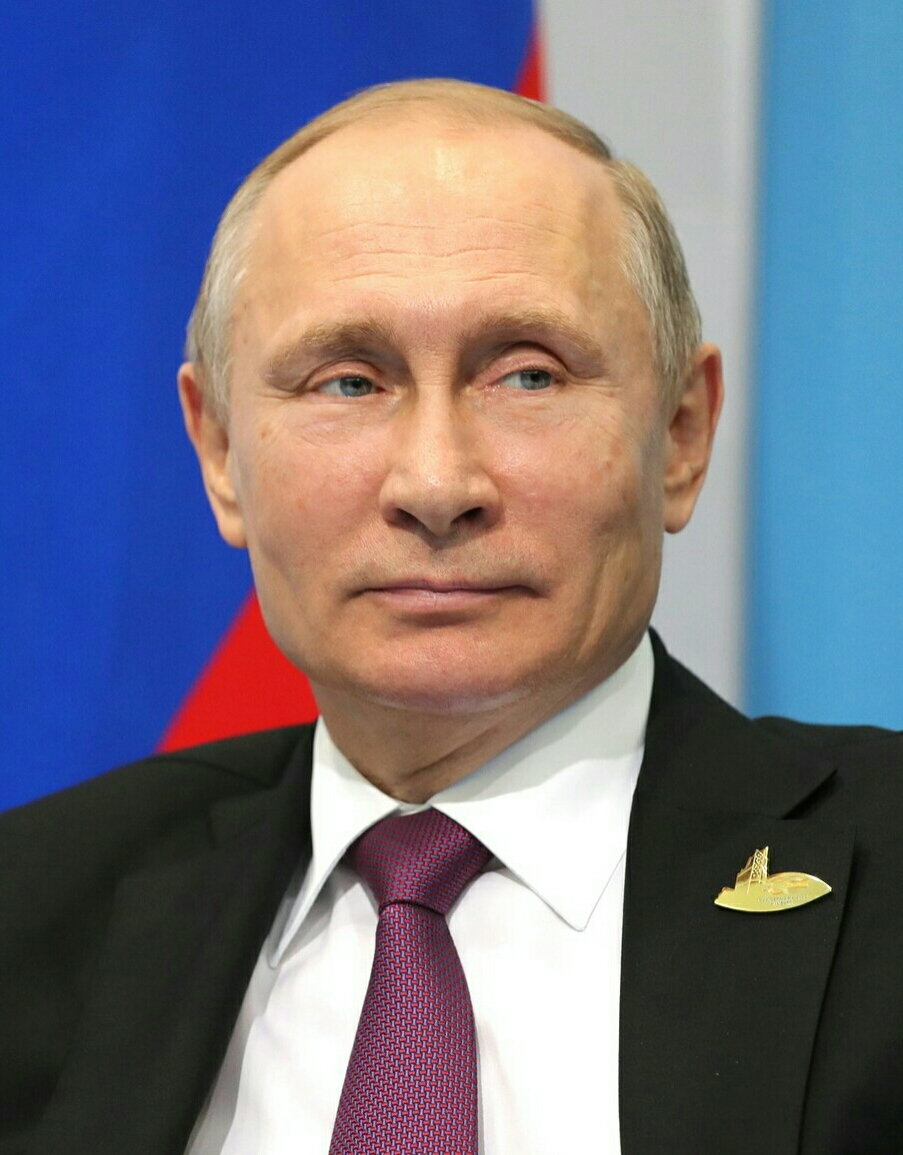
' فلاديمير بوتين، رئيس روسيا
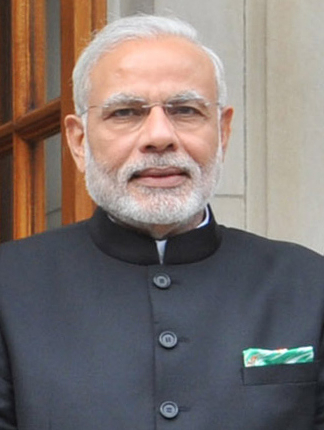
' ناريندرا مودي، رئيس وزراء الهند (المضيف)
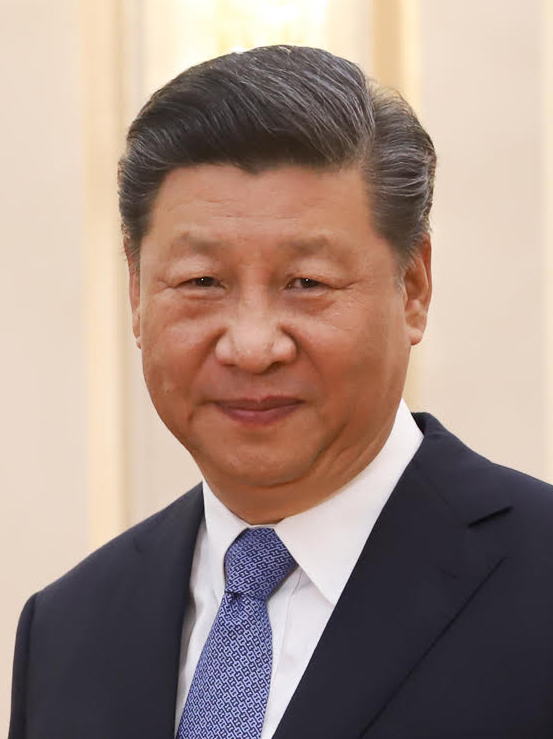
' شي جين بينغ، رئيس الصين
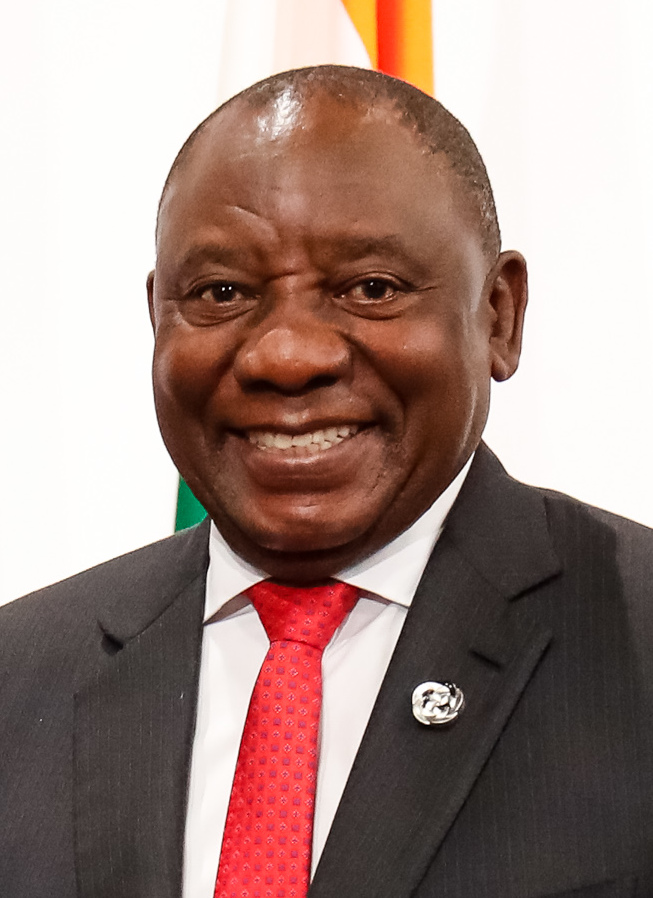
' سيريل رامافوزا، رئيس جنوب أفريقيا

- البرازيل
جايير بولسونارو، رئيس البرازيل
- روسيا
فلاديمير بوتين، رئيس روسيا
- الهند
ناريندرا مودي، رئيس وزراء الهند (المضيف)
- الصين
شي جين بينغ، رئيس الصين
- جنوب إفريقيا
سيريل رامافوزا، رئيس جنوب أفريقيا

## روابط خارجية
- الموقع الرسمي